# Henry Eliot (5e comte de St Germans)
Henry Eliot Cornwallis, 5e comte de St Germans (11 février 1835 - 24 septembre 1911) est un pair britannique. 

## Biographie
Henry Cornwallis Eliot est né à Londres le 11 février 1835 d'Edward Eliot (3e comte de St Germans) et de son épouse Jemima Cornwallis (24 décembre 1803 - 2 juillet 1856). 
Il fait ses études au Collège d'Eton de 1845 à 1847 et sert comme aspirant dans la Royal Navy en Méditerranée de 1848 à 1853. Il est nommé commis subalterne au ministère des Affaires étrangères le 28 janvier 1855, où il travaille jusqu'à ce qu'il accède à la pairie en 1881. 
En juillet 1867, il est secrétaire d'une mission spéciale de George Vane-Tempest (5e marquis de Londonderry) à Saint-Pétersbourg pour investir l'Empereur de Russie de l'Ordre de la Jarretière. Il est greffier adjoint de 1872 jusqu'à la mort de son frère aîné William Eliot (4e comte de St Germans) le 19 mars 1881, date à laquelle il devient 5e comte de St Germans. Lors du recensement de 1881, il vit au 13 Grosvenor Gardens, St George Hanover Square, Londres. 

## Famille
Henry se marie le 18 octobre 1881 à la Chapelle Royale, Savoy Street, Londres avec Emily Harriett Labouchere (24 juin 1844 - 18 octobre 1933), la fille de Henry Labouchere (1er baron Taunton). Ils ont deux fils: 
1. Edward Henry John Eliot Cornwallis, Lord Eliot (30 août 1885 - 24 août 1909)
2. John Granville Cornwallis Eliot, 6e comte de St Germans (11 juin 1890 - 31 mars 1922)

Henry est décédé le 24 septembre 1911 à Port Eliot, Cornouailles et est enterré à l'église St Germans. Ses titres passent à son deuxième fils, John, puisque le fils aîné est décédé avant lui, sans descendant masculin. 